# Lycaena ottomanus
Lycaena ottomanus — дневная бабочка из семейства голубянок (Lycaenidae).

## Описание
Верхняя сторона крыльев самцов оранжевая. Нижняя сторона передних крыльев светлая с расположенными рядами чёрных пятен у края крыла. Голова с голыми глазами (без волосков). Усики с веретеновидной булавой. Центральные ячейки верхних и нижних крыльев замкнуты. Жилка R1 не ветвится; жилки R2 и R3 сливаются в одну, R4 и R5 имеют общий ствол. К костальному краю переднего крыла выходят все пять жилок (или R5 выходит почти на вершину).

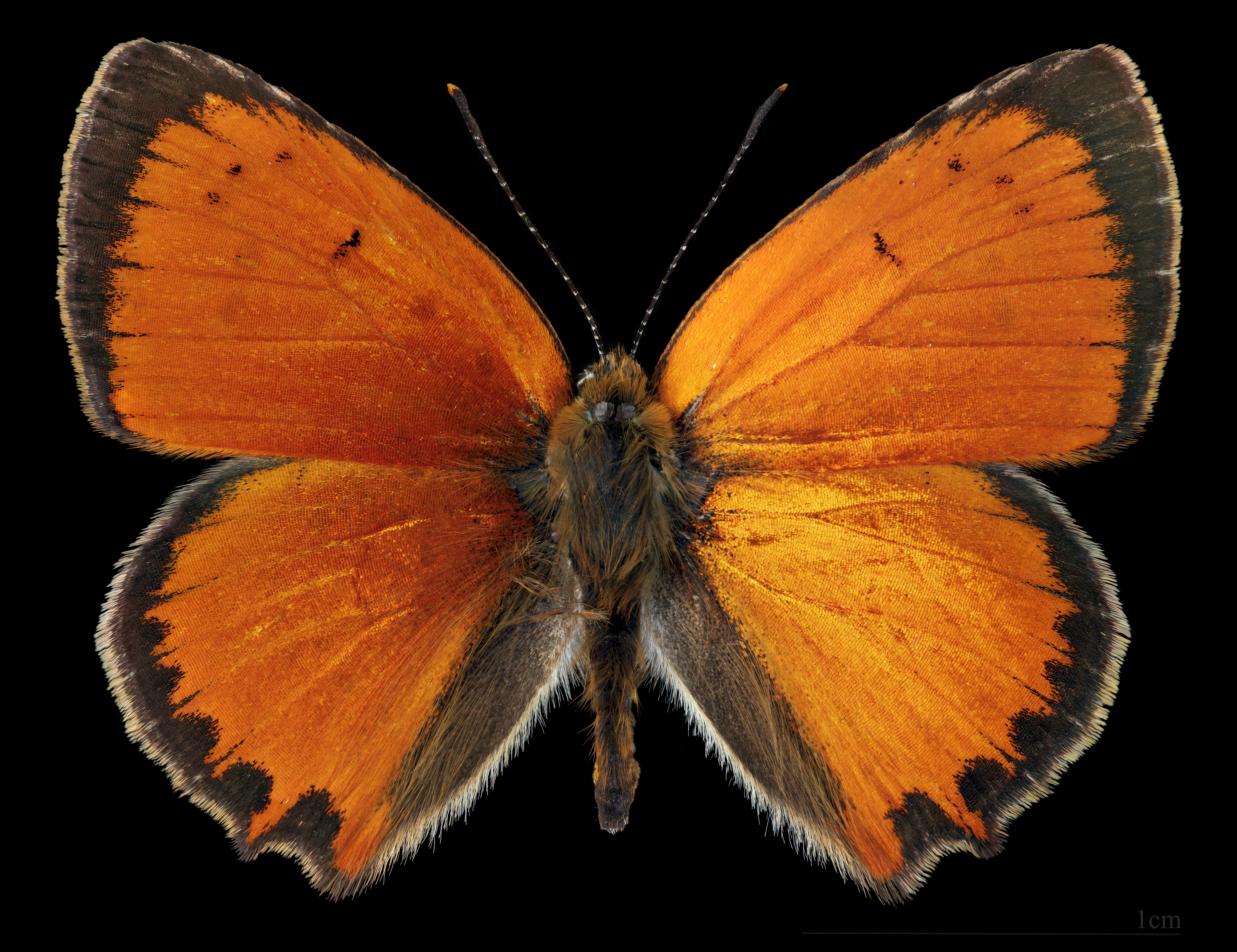
Lycaena ottomanus ♂
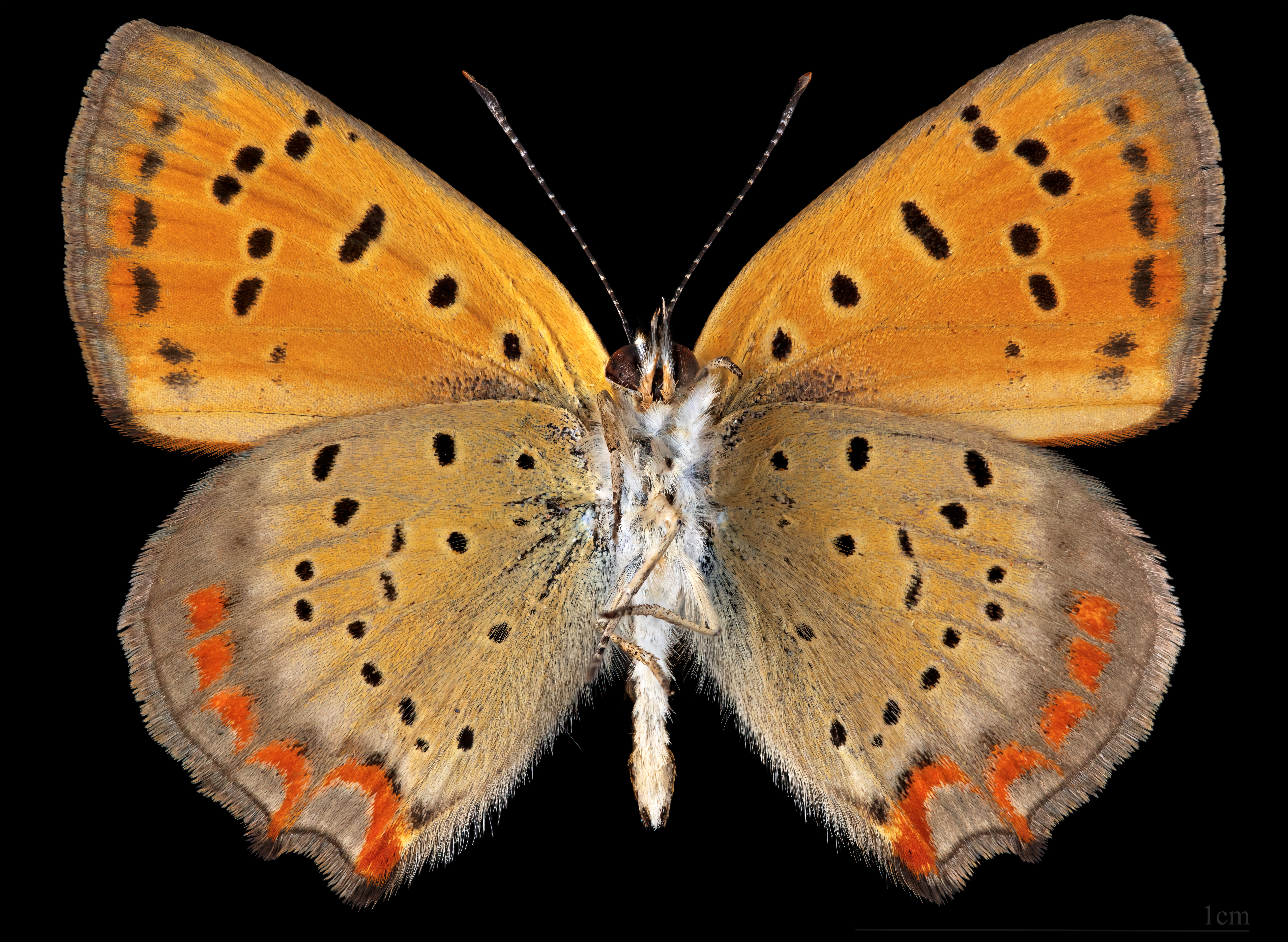
Lycaena ottomanus ♂  △

## Ареал
Албания, Босния и Герцеговина, Болгария, Греция, Венгрия, Северная Македония, Хорватия, Сербия, Черногория и Турция. Вымер в Венгрии.

## Биология
Бабочки населяют сухие открытые солнечные места, часто среди кустарников, известковые луга и степи. Время лёта с июня до июля. Кормовые растения гусениц: Rumex acetosella, Polygonum aviculare.